# Западно-Сибирский учебный округ
 Западно-Сибирский учебный округ — учебный округ Российской империи, состоявший из Тобольской, Томской губерний и Акмолинской, Семипалатинской, Семиреченской областей.

## История
Западно-Сибирский учебный округ учреждён 1 июля 1885 года путём разделения Сибирского учебного округа:
- Западно-Сибирский (Тобольская, Томская губернии, Акмолинская, Семипалатинская, Семиреченская области)
- Восточно-Сибирский (Иркутская, Енисейская губернии, Якутская область).

Впервые вопрос о выделении Западно-Сибирского учебного округа в самостоятельную административную единицу был поставлен в 1803 году. На протяжении всего XIX века этот вопрос несколько раз поднимался на региональном и центральном уровне. Однако в силу разных причин, лишь в 1880-х годах все учебные учреждения на территории Западной Сибири были переданы в подчинение генерал-губернатора Западной Сибири. В самостоятельную административную единицу он был выделен 12 марта 1885 года.
К этому времени на территории округа уже было открыто:
- 3 мужские гимназии (Тобольская в 1789 г., 1-я Омская в 1876 г., 1-я Томская в 1838 г.);
- 2 реальных училища (1-е Томское в 1877 г. и Тюменское в 1879 г.);
- 2 женские гимназии (Томская Мариинская и Первая Омская в 1863 г.);
- 3 женских прогимназии (4-классная Тарская в 1872 г., 4-классные Туринская и Ялуторовская в 1873 г.);

В процессе создания новых учебных заведений комплектование специалистами осуществлялось как за счет подготовки собственных кадров, так и приглашения иностранцев. С момента создания Западно-Сибирский учебный округ просуществовал 33 года. За это время было открыто три высших учебных заведения, 50 средних учебных заведений:
- 12 восьмиклассных правительственных мужских гимназий,
- 6 правительственных реальных училищ,
- 10 частных среднеучебных заведений (2 мужских, 2 женских, 6 смешанных),
- 21 женская гимназия,
- Первое Сибирское коммерческое училище,

а также большое количество начальных школ.
В период между двумя революциями 1917 года Первое Сибирское коммерческое училище было реорганизовано в Первый Сибирский (Томский) практический политехнический институт.

## Попечители
- 1885—1898 — Флоринский, Василий Маркович
- 1898—1899 — Судаков, Александр Иванович
- 1899—1914 — Лаврентьев, Леонид Иванович
- 1914—1915 — Гефтман, Александр Фёдорович
- 1915—1917 — Тихомиров, Нил Иванович

## Статистика
В 1910 году в округе было отказано в приёме в начальную школу 38 082 детям — это 23,1 % от общего числа учащихся и 47,4 % от учащихся в младшем отделении.
По данным школьной переписи 1911 года в Западно-Сибирском учебном округе насчитывалось 3446 начальных школ (350 в городах и 3096 на селе). Учащихся в начальных школах по школьным спискам числилось 125 970 мальчиков и 53 042 девочек. В момент переписи в школах было зафиксировано 119 799 мальчиков и 50 172 девочек.
Процент учащихся в начальной школе от всего населения составил 2,26 %.
- На 100 мужчин 3,55 %.
- На 100 женщин 1,54 %.

Процент детей посещающих начальную школу в возрасте от 7 до 14 лет составил 13,4 %, в возрасте от 8 до 11 лет 20,7 %.
Накануне Первой мировой войны в округе началось рассмотрение вопроса о введении системы всеобщего обучения. Однако из-за низкого финансирования, волокиты, а затем ликвидации окружной системы эти начинания так и не получили практической реализации.
По состоянию на 1915 год Западно-Сибирский учебный округ насчитывал 4,667 заведений всех типов, в которых обучалось в общей сложности 279,623 учащихся, в том числе начальных школ 4,455 с числом учащихся 252,084. В распределении по административно-территориальным составляющим округа:
- Тобольская губерния: учебных заведений — 1,455, учащихся — 70,957.
- Томская губерния: учебных заведений — 2,002, учащихся — 131,889.
- Акмолинская область: учебных заведений — 771, учащихся — 49,309.
- Семипалатинская область: учебных заведений — 201, учащихся — 11,869.
- Семиреченская область: учебных заведений — 238, учащихся — 15,599.

Распределение учащихся по типам учебных заведений (в числителе — количество учащихся, в знаменателе — число учебных заведений).
| Тип заведения                                                   | 1            | 2             | 3          | 4          | 5          |
| --------------------------------------------------------------- | ------------ | ------------- | ---------- | ---------- | ---------- |
| Высшие учебные заведения                                        |              |               |            |            |            |
| Технические                                                     |              | 1,171 1       |            |            |            |
| Средние учебные заведения                                       |              |               |            |            |            |
| Гимназии, прогимназии, институты и лицеи                        | 2,508 9      | 4,432 14      | 2,499 8    | 877 3      | 1,122 4    |
| Реальные училища                                                | 327 1        | 939 3         | 214 1      |            |            |
| Духовные                                                        | 1,037 5      | 1,303 5       | 306 1      |            |            |
| Педагогические                                                  | 358 8        | 454 7         | 219 4      | 109 1      | ? 1        |
| Медицинские                                                     | 144 2        | 191 2         | 190 2      |            |            |
| Военные                                                         |              |               | 411 2      |            |            |
| Лесные и сельскохозяйственные                                   | 123 4        | 39 2          | 322 6      | 92 5       | ? 6        |
| Технические и ремесленные                                       | 315 12       | 377 9         | 222 3      |            |            |
| Коммерческие, торговые и промышленные                           | 200 1        | 418 2         | 720 7      |            |            |
| Художественные                                                  |              | 514 3         |            |            |            |
| Межевые, таксаторские и топографические                         |              |               | 102 1      |            |            |
| Профессиональные                                                | 6 1          | 138 1         | 124 1      |            |            |
| Частные учебные заведения и при церквях иностранных исповеданий | 228 4        | 1,812 23      | 40 2       |            |            |
| Прочие учебные заведения                                        |              |               |            |            |            |
| Религиозные нехристианские                                      |              | 247 2         | 1,438 31   |            |            |
| Начальные учебные заведения                                     |              |               |            |            |            |
| Низшие                                                          | 65,711 1,408 | 118,603 1,926 | 42,502 702 | 10,791 192 | 14,477 227 |

Примечание. Цифрами в столбцах таблицы обозначены административно-территориальные составляющие учебного округа:
- 1 — Тобольская губерния
- 2 — Томская губерния
- 3 — Акмолинская область
- 4 — Семипалатинская область
- 5 — Семиреченская область